# Pierre Grappe
Pierre Grappe, né en 1775 à Trébief et mort le 13 juin 1825 à Paris, est un homme politique français.

## Biographie
Professeur de droit romain à Besançon, il défend Diétrich, le maire de Strasbourg, et le fait acquitter, ce qui lui vaut d'être déclaré suspect et emprisonné sous la Terreur.
Président du district de Besançon, il est élu député du Doubs au Conseil des Cinq-Cents le 22 germinal an V, puis renommé au corps législatif de 1800 à 1804. Il s'inscrit ensuite au barreau de Paris. Il est nommé professeur de droit civil en 1819 à la faculté de Paris.

## Sources
- « Pierre Grappe », dans Adolphe Robert et Gaston Cougny, Dictionnaire des parlementaires français, Edgar Bourloton, 1889-1891 [détail de l’édition]